# 絲尾唇魚
絲尾唇魚，為輻鰭魚綱鱸形目隆頭魚亞目隆頭魚科的其中一種，分布於西印度洋區的紅海海域，棲息深度5-15公尺，體長可達21.8公分，棲息在沿海礁石區海域，生活習性不明。

## 擴展閱讀
維基物種上的相關：絲尾唇魚